# Josep Maria Pagès i Costart
Josep Maria Pagès i Costart (Palamós, 12 d'agost de 1904 - Barcelona, 25 de març de 1974) va ser un polític i notari català. Va arribar a exercir com a governador civil de les províncies de Tarragona, Lleida i Girona, mentre ara procurador a les Corts franquistes.
Va estudiar batxillerat a Girona. De jove, arribà a militar en la dretana CEDA. Notari de professió, després de l'esclat de la Guerra civil va fugir a la zona revoltada i passaria a les files de Falange. Durant la contesa va prestar serveis a la Delegació nacional d'Informació i Recerca, així com a la de Premsa i Propaganda. En 1942 va ser nomenat alcalde de Tàrrega, càrrec que va mantenir durant els següents anys. Exerciria com a president de la Diputació provincial de Lleida entre 1946 i 1950 i es va convertir, de fet, en el «favorit» del governador civil Juan Antonio Cremades Royo. Després va exercir el càrrec de governador civil a les províncies de Tarragona Lleida i Girona, així com cap provincial de FET i de les JONS a les citades províncies. També va ser procurador en les Corts franquistes.
Va morir a Barcelona el 1974.